# Egtved
Egtved é um município da Dinamarca, localizado na região sudeste, no condado de Vejle.
O município tem uma área de 324,63 km² e uma população de 15 302 habitantes, segundo o censo de 2005.